# اچ‌ام‌اس کوک‌شفر (۱۹۱۵)
اچ‌ام‌اس کوک‌شفر (۱۹۱۵) (به انگلیسی: HMS Cockchafer (1915)) یک کشتی بود که طول آن ۷۲٫۴۰ متر (۲۳۷ فوت ۶ اینچ) بود. این کشتی در سال ۱۹۱۵ ساخته شد.